# 瑪琳·杜馬斯
瑪琳·杜馬斯（英語：Marlene Dumas，1953年8月3日—）是一位南非的當代藝術家和畫家，目前定居於荷蘭。

## 生活與工作
杜馬斯1953年出生於南非的開普敦，在西開普省的奎爾斯河鎮（Kuils River）長大，她的父親在那有一座葡萄園。她於1973年開始繪畫創作，並展現出她對於作為一位在南非境內有著歐洲白人女性身份的政治關注和反思。她於1972年至1975年間在南非開普敦大學學習藝術，接著她到了荷蘭阿姆斯特丹的獨立藝術學校 Ateliers '63 進修。1979至1980年，她在阿姆斯特丹大學就讀心理學。她目前在荷蘭生活和工作，是荷蘭最多產的藝術家之一。她也被廣泛的認為是當今最有影響力的畫家之一。
她第一次在美國藝術館舉行的大型作品展是她的職業生涯中期回顧展《Measuring Your Own Grave》，於2008年6月在洛杉磯當代藝術博物館（Museum of Contemporary Art）開展，在之後搬到了紐約市的現代藝術博物館（Museum of Modern Art）。
杜馬斯的作品《Jule-die Vrou》（1985）的拍賣金額，使她成為了三位作品拍賣金額超過100萬美元的在世女藝術家之一。
2003年，杜馬斯的作品在威尼斯雙年展上展出。
2014年9月6日至2015年1月4日，杜馬斯的畫作《The Image as Burden》在荷蘭阿姆斯特丹市立博物館（Stedelijk Museum）展出。

## 學歷
杜馬斯獲得安特衛普大學所頒發的榮譽學位，另外她還擁有南非開普敦大學、荷蘭獨立藝術學校 Ateliers '63 及荷蘭阿姆斯特丹大學心理研究所的學位。

## 進階閱讀
- Selma Klein Essink, Marcel Vos and Jan Debbaut, Miss Interpreted, exhibition catalogue, Van Abbemuseum, Eindhoven 1992
- Jonathan Hutchinson, Chlorosis, exhibition catalogue, The Dougles Hyde Gallery, Dublin 1994
- Catherine Kinley, Marlene Dumas, exhibition broadsheet, Tate Gallery, London 1996
- Gianni Romano, Suspect, Skira, Milan, 2003
- Cornelia Butler, Marlene Dumas: painter as witness, Museum of Contemporary Art, Los Angeles, 2008
- Ilaria Bonacossa, Dominic van den Boogerd, Barbara Bloom and Mariuccia Casadio, Marlene Dumas, Phaidon Press, London, 2009
- Neal Benezra and Olga M. Viso, Distemper: Dissonant Themes in the Art of the 1990s. Hirshhorn Museum, Washington, D.C. 1996

## 外部連結
- 馬琳·杜馬斯：藝術不只製造美麗，我製造粗陋
- Marlene Dumas: Measuring Your Own Grave （页面存档备份，存于） Exhibition at MoMA